# Casa al carrer Nou, 13 (Vilassar de Dalt)
La Casa al carrer Nou, 13 és una casa de Vilassar de Dalt (Maresme) inclosa a l'Inventari del Patrimoni Arquitectònic de Catalunya.

## Descripció
Edifici civil, es tracta d'una casa que segueix la línia de les construccions del mateix carrer. Bell exemplar del segle xviii, està formada per un sol cos amb una planta baixa, dos pisos i coberta de teulada a dos vessants amb el carener paral·lel a la façana.
Al conjunt destaca l'ordenació dels elements de la façana, situats al mateix eix vertical, és a dir: el portal amb arc de mig punt adovellat i dues finestres amb llindes, brancals i ampits treballats amb carreus de pedra, al igual que els cantons de l'edifici.
Cal fer notar l'ampli voladís de la teulada realitzat amb diverses rengleres de maons i teules.

## Història
Fou construïda l'any 1703.